# Taxila ducas
Taxila ducas är en fjärilsart som beskrevs av Hans Fruhstorfer 1912. Taxila ducas ingår i släktet Taxila och familjen Riodinidae. Inga underarter finns listade i Catalogue of Life.